# 伯爵戦争
伯爵戦争（はくしゃくせんそう、デンマーク語: Grevens Fejde、英語: the Count's War、1534年 - 1536年）は、デンマークで発生した内乱。伯爵戦争の名称は退位したクリスチャン2世の復位を目指したオルデンブルク伯爵クリストファ（以下、クリストファ伯）に由来する。伯爵戦争の結果、クリスチャン3世が勝利し、デンマーク王室は王権を拡大、宗教改革を進展させていくとともに ノルウェーはデンマークの属州となった（デンマーク＝ノルウェーの成立）。また、外交面ではハンザ同盟の衰退が決定的となる一方、デンマークとスウェーデンが北海・バルト海の覇権を巡り、対決していく端緒となった。

## 背景
伯爵戦争前夜の北欧の状況を、外交面、内政面、宗教面、経済面から以下に記述していく。

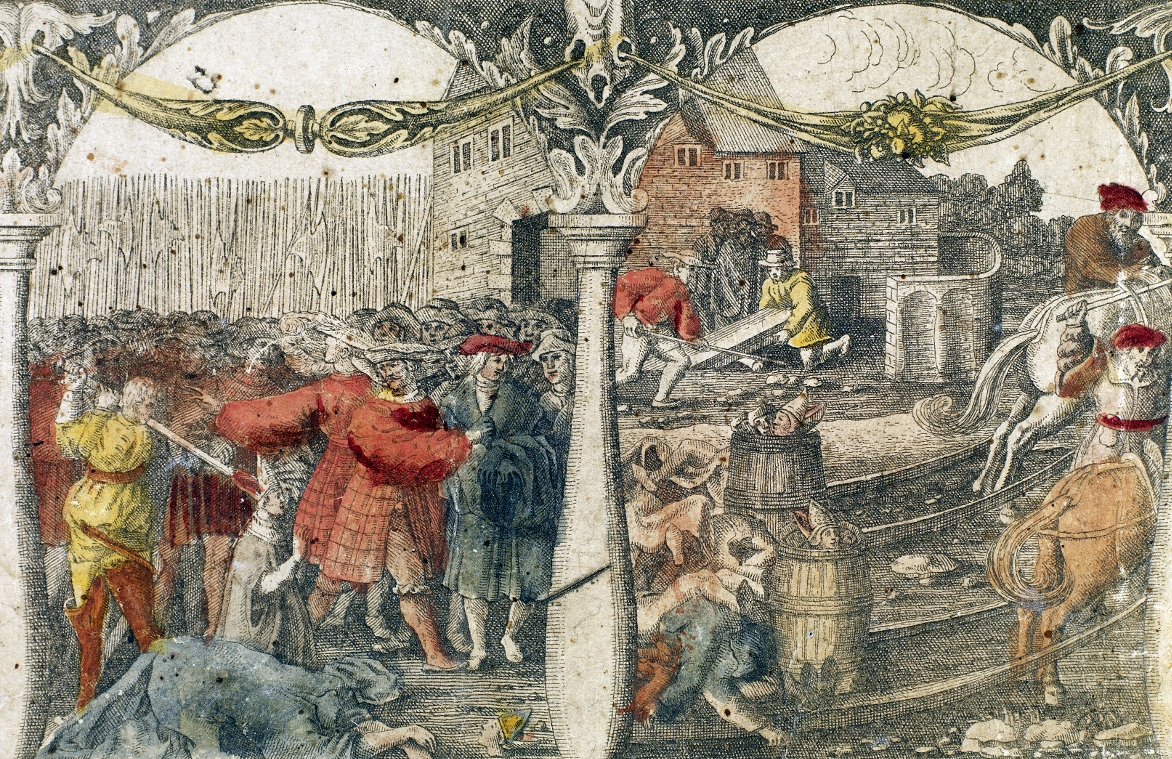
ストックホルムの血浴

外交面では、1397年、マルグレーテ1世の手によりカルマル同盟が結成されると、デンマーク、スウェーデン、ノルウェーの地域はデンマーク王が統べることとなった。しかし、エーリク7世の治世下、中央集権化を図るデンマークと自立を目指すスウェーデンの対立が激しくなった。クリストファ3世が後継者を残すことなく死去すると、デンマークの貴族たちから構成されるデンマーク王国参事会 (en / da) はクリスチャン1世を選出する一方、スウェーデンの貴族たちから構成されるスウェーデン王国参事会はオクセンシェルナ家を擁立、双方の対立は激化することとなった。クリスチャン1世、そしてその後継のハンスは王権強化とカルマル同盟維持のため、スウェーデンへの出兵を繰り返したが芳しい成果をあげられなかった。ハンスの後を襲ったクリスチャン2世は1520年11月、ストックホルム攻略に成功したものの反対派を粛清した（ストックホルムの血浴）結果、1523年にはグスタフ・ヴァーサの指揮の下、スウェーデンは独立、カルマル同盟は崩壊することとなった。
内政面では、デンマークの貴族の選挙によりオレンボー朝が成立したことから、デンマークの歴代国王は王権拡大が課題となっていった。クリスチャン2世は封建貴族の権力縮小を図るべく、農民や勃興する市民階級と提携しようと図ったものの、スウェーデン独立という外交の失策もあり、1523年にクリスチャン2世は国を追われ、1532年には幽閉されることとなった。そして、クリスチャン2世の廃位に成功した貴族・司教たちは彼の叔父に当たるフレゼリク1世を選出し、フレゼリク1世に対し王権の制限を承認させた。
宗教面では、マルティン・ルターが1517年に95ヶ条の論題を提出し宗教改革を実施したことから、プロテスタントの教えが北欧諸国にも及ぶようになった。カトリックの司教たちはプロテスタントの布教禁止をフレゼリク1世に要求し、フレゼリク1世は表面上、要求を呑んだが、息子のゴットープ公クリスチャン（後のクリスチャン3世、以下クリスチャン3世と表記）はプロテスタントであり、ハンス・タウセン (en) を庇護するなど、プロテスタントを容認していた。そして、1526年から1527年にかけてフレゼリク1世は、デンマーク国教会の実質上の成立ともいえる条件を司教たちに認めさせており、デンマーク国内では緩やかながらも宗教改革が進んでいった。
経済面では、ネーデルラントが台頭する一方、ハンザ同盟の頽勢は明らかになっており、ハンザ同盟の盟主であるリューベックは立て直しが課題となっていった。
このような状況下で1533年にフレゼリク1世が死去すると、それぞれの思惑が絡み、伯爵戦争につながっていく。

## 推移

### クリストファ伯の挙兵とクリスチャン3世の選出
1533年4月、フレゼリク1世の死去に伴い、6月に諸侯会議が開催された。そこで宮廷長官モーエンス・ゴイェ (en) はフレゼリク1世の息子であるゴットープ公クリスチャン（後のクリスチャン3世、以下クリスチャン3世）の即位を主張したが、クリスチャン3世がプロテスタントである以上、カトリックの聖職者たちには容認できるものではなく、モーエンス・ゴイェへの支持もマルメー市長のヨーアン・コック（da、プロテスタント）など少数にとどまり、国王決定は延期となった。この頃、ハンザ同盟の再建を試みたリューベックは王国参事会に接近し、デンマークに対しハンザ同盟の特権を認めさせようとしたが、王国参事会は国王不在を理由にリューベックの申し出を拒否、ネーデルラント、 スレースヴィ公国、ホルシュタイン公国との同盟を決めた。その頃、クリスチャン3世の即位を支持していたマルメー市長ヨーアン・コックは貴族独裁政治に反発、リューベック、コペンハーゲンと図り幽閉されているクリスチャン2世の復位を図り、クリストファ伯に挙兵を促した。
1534年1月、マルメーでは大司教の命によりルター派説教師が追放されたことに対し騒乱が発生した。そして4月クリストファ伯はリューベックの傭兵の支援を受け、ホルシュタインを攻撃、コペンハーゲンやマルメーといった都市、シェラン島やスコーネはクリストファ伯の支持に回り、伯爵戦争が勃発した。
クリストファ伯はユラン半島の勢力確保のために、クリスチャン2世の部下であった船乗りクレメント (en) を利用した。船乗りクレメントはクリストファ伯の求めに応じ、  Vendysselやユラン半島北部の農民たちに対し、貴族たちに蜂起するよう扇動した。反乱の中心はオールボーであった。ユラン半島北部や西部の荘園が農民の蜂起で焼き討ちにあった。1534年8月10日、クリストファ伯はクリスチャン2世がスコーネを支配することを受け入れた。また、遡ること一月前、クリストファ伯はクリスチャン2世の代理としてシェラン島のRingstedにおいてシェラン島議会により歓呼して迎えられた。

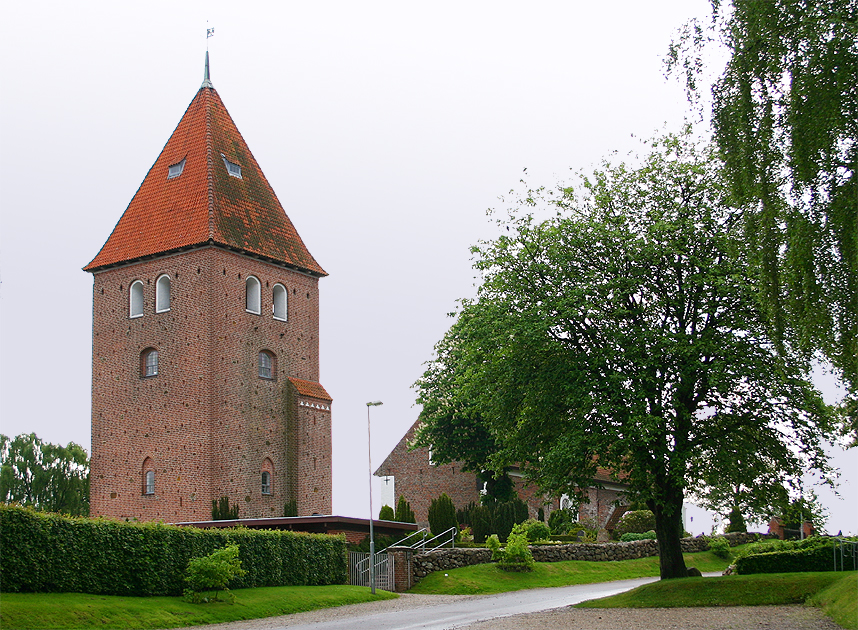
リューにあるSt.Søren’s教会でクリスチャン3世の選出が行われた。

一方、宮廷長官モーエンス・ゴイェはユラン半島で貴族たちの説得に動いた。7月4日にリューで王国参事会が開催され、クリスチャン3世の即位を承認、8月18日にクリスチャン3世はホーセンスで国王に即位した。

### Svenstrupの戦いおよびオールボーの戦い
Niels BrockとHolger Rosenkrantz率いる貴族軍は1534年10月16日、Svenstrupの戦い (da) で敗北を喫した。クリスチャン3世は反乱軍に抵抗するためにホルシュタイン公国領限定でリューベックと一時の講和を結んだ。
その後、ホルシュタインにおけるリューベックからの圧力を回避できることになったことから、クリスチャン3世の側近であるヨハン・ランツァウ率いる王国軍はオールボーまで遥々、農民軍を追いこんだ。船乗りクレメントは農民をオールボーの城砦に避難させた。12月18日、ランツァウの軍隊はオールボーを急襲、少なくとも2千人の農民がこの戦いと戦いの後の略奪で命を落とした。船乗りクレメントは負傷しながらも辛うじて脱出したものの、数日後にはオールボーの東方のStorvordeの農民に発見され、ランツァウに引き渡された。船乗りクレメントはその後、ヴィボーの裁判所で死刑を宣告され、1536年に死刑が執行された。船乗りクレメントの引き裂かれた頭部には鉛の王冠がかけられ、切断された四肢は張りつけ棒につけられた。

### ヘルシンボリの戦いおよびØksnebjergの戦い
カトリック信者やスウェーデン・デンマーク国境の農民には幸運は訪れなかった。クリスチャン3世の姻戚に当たるスウェーデン王グスタフ＝ヴァーサはクリスチャン3世を支援すべく挙兵、スコーネ南端のVäに進撃するにあたり、Gonge (en) を略奪し、放火、殺戮していった。その後、スウェーデン軍はハッランド地方に侵攻し破壊の限りを尽くした。スコーネの貴族の多くはスウェーデン側に付いたものの、ヘルシンボリ城内のTyge Krabbeはクリストファ伯を支持した。1535年1月、スウェーデン軍と傘下の貴族はヘルシンボリに進出した。ヨーアン・コック率いるリューベックとマルメーの軍隊は城外の塹壕に入った。その後、Krabbeは突然、寝返り城の大砲を守備兵に砲撃し、城をスウェーデン軍に明け渡し、ヘルシンボリは灰燼に帰した。クリストファ伯はエーレスンド海峡を喪失し、コペンハーゲンに撤退、戦場はシェラン島、フュン島へ移った。

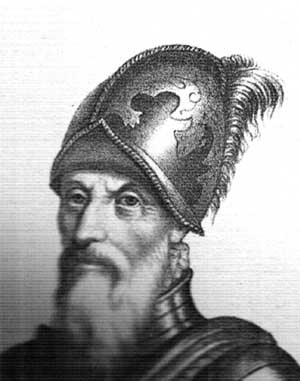
ヨハン・ランツァウ

オールボーの戦いの勝利の後、ランツァウ率いる部隊はフュン島を攻撃、1535年6月11日、Øksnebjergの戦い (da) でクリストファ伯の軍隊を徹底的に打ち負かした。その後、リューベックが1536年1月に、マルメーが4月に降伏、コペンハーゲンは7月29日に降伏し、伯爵戦争は終わりを告げた。

## 結果
伯爵戦争の結果、北欧情勢は以下のように変化していった。
外交面・経済面では、ハンザ同盟の衰退は決定的なものとなり、デンマーク、スウェーデンがバルト海、北海の覇権を巡り衝突する端緒となった。両国は16世紀半ば以降、「宿敵 (arvefjende)」と呼ぶ形で対峙していくが、クリスチャン3世、グスタフ1世の統治時代は、双方とも国内の基盤強化に追われていたこともあり、両国間で50年の休戦条約が結ばれ、北方七年戦争が起きるまで北欧には一時の平和が訪れた。

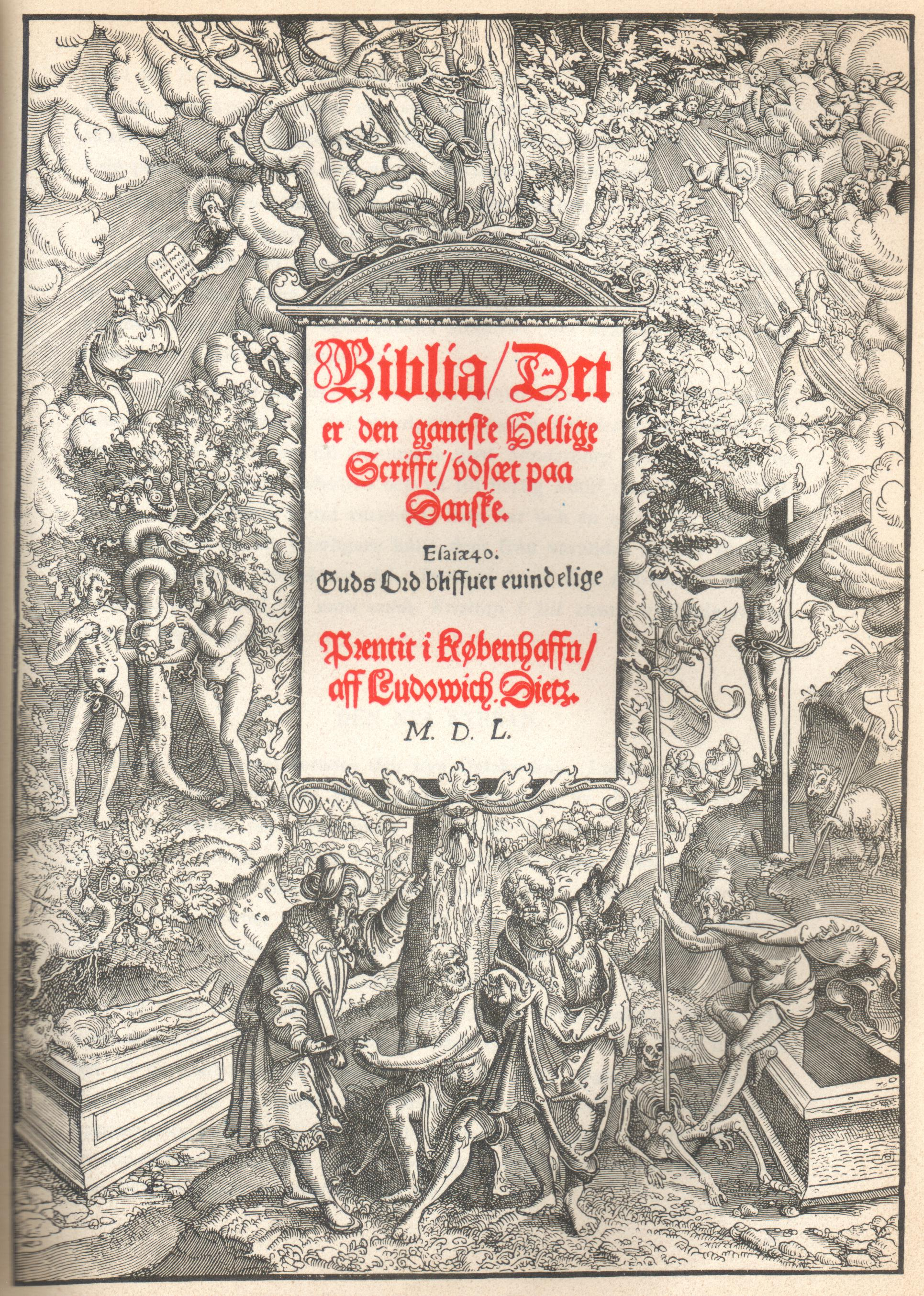
1550年に発行されたデンマーク語版聖書--『クリスチャン3世欽定訳聖書』

内政面では、クリスチャン3世の指揮の下、デンマークおよびその支配地域（ノルウェー、フェロー諸島、アイスランド）の宗教改革ならびに王権拡大が進められた。クリスチャン3世は、8月6日にコペンハーゲンに入城した。そして、8月11日にカトリック司教の全員逮捕を決定し、8月12日以降実行していった。その後、10月に聖職者を排した形で貴族・市民・農民による諸侯会議を開催した。そこでは教会領の没収と王領への帰属、貴族特権の維持、即位憲章が承認された。教会領没収と王領への帰属により、王領は国土の約半分を占め戦前の2倍にまで拡大し、伯爵戦争で疲弊した国土復興の財源となった。翌1537年には教会法の制定、1550年にはデンマーク語による聖書である『クリスチャン3世欽定訳聖書』の発行と宗教改革が推し進められた。
即位憲章により、ノルウェーはデンマークの一属州に転落し、デンマーク＝ノルウェーの連合王国となり、上からの宗教改革が始まった。フェロー諸島、アイスランドも同様に上からの宗教改革が行われた。